# کیلمس
کیلمس (به اسپانیایی: Quilmes) شهری در کشور آرژانتین، استان بوئنوس آیرس است که در سال ۲۰۰۹ میلادی، حدود ۲۳۰٬۸۱۰ نفر جمعیت داشته است.